# Самоков (община Брод)
Вижте пояснителната страница за други значения на Самоков.
Самоков (на македонска литературна норма: Самоков) е село в Северна Македония, в община Брод (Македонски Брод).

## География
Селото се намира в областта Горно Поречие на Мала река.

## История

### Етимология
Етимологията на името е от примитивното предприятие за изчукване на добито желязо на пръти – самоков, което е производно от сам и кова, подобно на самолет, самовар и прочее.

### В Османската империя
Църквата „Свети Атанасий“ е обновена или издигната в 1626 година.
В XIX век Самоков е село, център на Поречка нахия на Кичевска каза на Османската империя. Според статистиката на Васил Кънчов („Македония. Етнография и статистика“) от 1900 година в Самоков е единствено седалището на мюдюра, който управлява Поречката нахия и населението на селото е от 5 души арнаути мохамедани.
На Етнографската карта на Битолския вилает на Картографския институт в София от 1901 година Самоков е чисто албанско село в Кичевската каза на Битолския санджак с 2 къщи.
Цялото село в началото на XX век е сърбоманско. По данни на секретаря на Българската екзархия Димитър Мишев („La Macédoine et sa Population Chrétienne“) в 1905 година в Самоков има 400 българи патриаршисти сърбомани.

### В Сърбия, Югославия и Северна Македония
След Междусъюзническата война в 1913 година селото попада в Сърбия.
На етническата си карта на Северозападна Македония в 1929 година Афанасий Селишчев отбелязва Самоков като албанско село.
По време на българското управление във Вардарска Македония в годините на Втората световна война, Стойчо Енчев Бошков от Микре е български кмет на Самоков от 18 август 1941 година до 2 май 1942 година. След това кметове са Никола П. Стойков от Вощарани (29 декември 1942 - 22 март 1943), Борис Локвенец от Прилеп (12 май 1943 - 23 септември 1943), Михаил Солунов от Прилеп (15 ноември 1943 - 27 ноември 1943) и Карамфил Я. Миладинов от Туин (27 ноември 1943 - 9 септември 1944).
След Втората световна война Югославия изгражда край Самоков военен завод, който осигурява работа на жителите на Самоков и допринася за разрастването на селото. След разпада на Югославия и обявяването на независимостта на Северна Македония военният комплекс запада.
Според преброяването от 2002 година селото има 388 жители македонци. До 2004 година Самоков е център на община Самоков, която обхваща селищата в Горно Поречие.
На 6 декември 1993 година е осветен темелният камък на църквата „Свети Илия“, а на следната година църквата е осветена от митрополит Тимотей Дебърско-Кичевски.

## Личности
Родени в Самоков
- Злата Маджовска (1920 - ?), четническа деятелка